# Everything Is Possible: The Very Best of Living Colour
Everything Is Possible: The Very Best of Living Colour es un álbum de grandes éxitos de la banda estadounidense Living Colour, lanzado en el año 2006. El título del álbum fue extraído de la canción "Type." Everything is possible, but nothing is real, que traduce Todo es posible, pero nada es real.

## Lista de canciones
| N.º | Título                         | Duración |  |
| 1.  | «Cult of Personality»          | 4:54     |  |
| 2.  | «Open Letter (To a Landlord)»  | 5:31     |  |
| 3.  | «Funny Vibe»                   | 4:21     |  |
| 4.  | «Glamour Boys»                 | 3:41     |  |
| 5.  | «Middle Man»                   | 3:48     |  |
| 6.  | «Memories Can't Wait»          | 4:30     |  |
| 7.  | «Elvis Is Dead»                | 3:50     |  |
| 8.  | «Type»                         | 6:27     |  |
| 9.  | «Solace of You»                | 3:35     |  |
| 10. | «Pride»                        | 4:54     |  |
| 11. | «Time's Up»                    | 3:05     |  |
| 12. | «Go Away»                      | 4:02     |  |
| 13. | «Nothingness»                  | 3:31     |  |
| 14. | «Burning of the Midnight Lamp» | 5:29     |  |
| 15. | «Sunshine of Your Love»        | 5:14     |  |
| 16. | «Flying»                       | 4:24     |  |
| 17. | «Love Rears Its Ugly Head»     | 5:09     |  |

## Personal
- Corey Glover - Voz
- Vernon Reid - Guitarra
- Doug Wimbish - Bajo
- Will Calhoun - Batería
- Muzz Skillings - Bajo